# Regionalliga Nordost
De Regionalliga Nordost is een semi-professionele Duitse voetbalklasse, waaraan voetbalclubs uit de Duitse deelstaten Berlijn, Brandenburg, Mecklenburg-Voor-Pommeren, Saksen-Anhalt, Saksen en Thüringen deelnemen, feitelijk het territorium van de voormalige DDR. De Regionalliga Nordost in opgericht in het jaar 1994 en bestond tot het jaar 2000. In die periode was het het 3e niveau in Duitsland. Na het seizoen 1999/2000 werd het aantal Regionalliga's teruggebracht naar 2.
De voetbalklasse bestaat weer sinds het seizoen 2012/2013 en maakt deel uit van voortdurende wijzigingen in de structuur van de Duitse voetbalpyramide. Deze nieuwe divisie is ingeschaald op het 4e niveau in Duitsland, samen met de 4 overige Regionalliga's.
Promotie is mogelijk naar de 3. Liga, degradatie naar de Oberliga NOFV-Nord of Oberliga NOFV-Süd.

## Kampioenen
- 1994/1995	FC Carl Zeiss Jena
- 1995/1996	Tennis Borussia Berlin
- 1996/1997	Energie Cottbus
- 1997/1998	Tennis Borussia Berlin
- 1998/1999	Chemnitzer FC
- 1999/2000	1. FC Union Berlin

- 2012/2013     RB Leipzig
- 2013/2014     TSG Neustrelitz
- 2014/2015     1. FC Magdeburg
- 2015/2016     FSV Zwickau
- 2016/2017     FC Carl Zeiss Jena
- 2017/2018     Energie Cottbus
- 2018/2019     Chemnitzer FC
- 2019/2020     1. FC Lokomotive Leipzig
- 2020/2021     FC Viktoria 1889 Berlin
- 2021/2022     BFC Dynamo
- 2022/2023     Energie Cottbus
- 2023/2024     Energie Cottbus
- 2024/2025     1. FC Lokomotive Leipzig

## Zie verder
- Regionalliga Bayern
- Regionalliga Nord
- Regionalliga West
- Regionalliga Südwest

VSG Altglienicke ·
SV Babelsberg 03 ·
Hertha BSC II ·
BFC Dynamo ·
FC Viktoria 1889 Berlin ·
Chemnitzer FC ·
FC Eilenburg ·
FC Rot-Weiß Erfurt ·
Greifswalder FC ·
Hallescher FC ·
FC Carl Zeiss Jena ·
BSG Chemie Leipzig ·
Lokomotive Leipzig ·
FSV 63 Luckenwalde ·
ZFC Meuselwitz ·
VFC Plauen ·
FC Hertha 03 Zehlendorf ·
FSV Zwickau
Betaald voetbal: Bundesliga · 2. Bundesliga · 3. Liga · Regionalliga Nord · Regionalliga Nordost · Regionalliga West ·  Regionalliga Südwest · Regionalliga Bayern

Bekervoetbal: DFB-Pokal · Ligapokal · DFB-Supercup · DFB Hallen Pokal

Amateurvoetbal · Duitse voetbalbond · Nationaal elftal · Bondscoaches